# Pas cobert del tren de Sant Guim de la Rabassa
El pas cobert del tren de Sant Guim de la Rabassa és una obra de Sant Guim de Freixenet (Segarra) inclosa a l'Inventari del Patrimoni Arquitectònic de Catalunya.

## Descripció
Es tracta d'un túnel que discorre per sota de la via del tren de la línia Barcelona-Saragossa, en sentit perpendicular. Es tracta d'una estructura amb volta que discorre coberta uns 100 metres a partir d'una obra realitzada amb carreus disposats a filades. Ambdues boques d'accés presenten un estructura d'arc de mig punt adovellat i el pas cobert, una estructura amb volta de canó.